# Enicosanthum nitidum
Enicosanthum nitidum là loài thực vật có hoa thuộc họ Na. Loài này được (A.DC.) Airy Shaw mô tả khoa học đầu tiên năm 1939.